# Black Springs, Arkansas
Black Springs là một thị trấn thuộc quận Montgomery, tiểu bang Arkansas, Hoa Kỳ. Năm 2010, dân số của thị trấn này là 99 người.

## Dân số
- Dân số năm 2000: 114 người.
- Dân số năm 2010: 99 người.